# Pașa (film din 1968)
Pașa (titlul original: în franceză Le Pacha) este un film polițist franco-italian, realizat în 1968 de regizorul Georges Lautner, după romanul Pouce al scriitorului Jean Delion, protagoniști fiind actorii Jean Gabin, Dany Carrel, Jean Gaven și André Pousse. 

## Conținut
Comisarul de poliție Louis Joss are șase luni până la pensionare. În fața violenței, criminalității și corupției din raionul său, se simte frustrat, dar este încă plin de vigoare în ancheta poliției, în cercetarea cazului colegul său Albert Gouvion care a fost găsit împușcat. A fost precedat de un jaf cu diamante în care colegul său mort probabil a fost implicat. Albert a sprijinit gașca, al cărei șef este un criminal fără scrupule cu porecla Quinquin, trădând secrete de serviciu.
Quinquin schimbă marfa prețioasă în bani, după care ucide un complice după altul, astfel încât potențialii trădători să fie eliminați și astfel  să poată singur dispune de suma capturată. Aviditatea sa de bani este de nestăpânit. Comisarul Joss contează pe ajutorul lui Nathalie, lucrătoarea clubului de noapte, care și-a pierdut după jaf atât fratele cât și iubitul. Dar și ea trebuie să plătească cu viață pentru asta. Cu toate acestea, Marcel Lurat, numele real al lui Quinquin, intră în afacerea pe care i-a propus-o Nathalie. Astfel Joss l-a ademenit într-o capcană cu o lovitură de 10 milioane... 

## Distribuție
- Jean Gabin – comisarul Louis Joss, zis „Pașa”
- Dany Carrel – Nathalie Villar, sora lui Léon, chelneriță la barul  «Hippie»[1]
- Jean Gaven – Marc, un inspector
- André Pousse – Marcel Lurat, zis „Quinquin”, asasinul
- Louis Arbessier – directorul de la chez Boucheron
- Gérard Buhr – Arsène „lăcătușul”, un complice a lui Quinquin
- Robert Dalban – inspectorul Albert Gouvion, amantul lui Nathalie
- Maurice Garrel – Léon Brunet, tăinuitorul (de lucruri furate)
- Pierre Koulak – Abdel Schmil, zis „Coreanul”
- Pierre Leproux – Druber, gardianul de la bijuterie
- Frédéric de Pasquale – Alfred, un inspector
- André Weber – Émile Vergnes, zis „Genovezul”, chitarist
- Yves Arcanel – un inspector de la poliția judiciară
- Maurice Auzel – un om din formația lui Émile
- Yves Barsacq – medicul legist
- Félix Marten – Ernest, un mic escroc
- Noëlle Adam – Violette, o chelneriță la „Hippie”
- Marianne Comtell – Odile, o chelneriță la „Hippie”
- Germaine Delbat – dna. Druber
- Dominique Zardi – Horst Weiss, un om al lui Quinquin, zis „Horst din Hamburg”
- Louis Seigner – Paul, directorul de la poliție, amicul lui Joss
- Henri Déus – Léon Villar, fratele lui Nathalie, zis „Léon din Lyon”
- Carmen Aul – o stripteuză
- Rita Réaumur – o stripteuză
- Béatrice Delfe – o angajată a poliției
- Serge Sauvion – inspectorul René
- Michel Charrel – un consumator la chez Marcel
- Christian Bertola – Donadieu
- Pascal Fardoulis – un om din banda lui Émile
- Hervé Jolly – un om din banda lui Émile
- Jean Luisi – un om din banda lui Émile
- Georges Ranga – un om din banda lui Émile
- Pippo Merisi – un om din banda lui Émile
- Henri Attal – un om din banda lui Émile
- Michel Carnoy – Malevin
- Henri Cogan – Riton
- Michel Duplaix – un inspector de la PJ (poliția judiciară)
- Raoul Saint-Yves – șeful de gară din Troyes
- Philippe Valauris – un inspector de la PJ
- Léon Zitrone – propriul rol
- Serge Gainsbourg – propriul rol
- Henri Gourdan – un desenator de la PJ
- Gérald Bruneau – un hippie
- Marcel Bernier – șoferul lui Brunet
- Jean Martin – un om din banda lui Quinquin
- Yves Gabrielli – un om din banda lui Quinquin
- Adrien Cayla-Legrand – un polițist la antrenament
- Jean Sylvère – ofițerul de poliție Marquet
- Rémy Julienne – un motociclist
- Véronique de Villèle – femeia blondă așezată la bar